# Medalha Konrad Zuse
A Medalha Konrad Zuse (em alemão:  Konrad-Zuse-Medaille) é a mais significativa condecoração da Gesellschaft für Informatik (Sociedade de Ciência da Computação da Alemanha), concedida bianualmente a um ou mais cientistas da computação de destaque da Alemanha. Sua denominação homenageia o pioneiro da computação Konrad Zuse.

## Laureados
- 1987 Heinz Billing[3]
- 1989 Nikolaus Joachim Lehmann[4]
- 1989 Robert Piloty
- 1991 Wilhelm Kämmerer
- 1993 Carl Adam Petri
- 1995 Kurt Mehlhorn[5]
- 1997 José Luis Encarnação[6]
- 1999 Günter Hotz[7]
- 2001 Theo Härder
- 2003 Thomas Lengauer[8]
- 2006 Ingo Wegener[9]
- 2007 Manfred Broy[10]
- 2009 Reinhard Wilhelm[11]
- 2011 Fritz-Rudolf Güntsch[12]
- 2011 Volker Strassen[12]
- 2013 Markus Gross
- 2015 Arndt Bode
- 2017 Johannes Buchmann
- 2019 Dorothea Wagner[13]
- 2021 Gerhard Weikum

Uma outra medalha com o mesmo nome é concedida pela Zentralverband des Deutschen Baugewerbes (Associação Central da Indústria da Construção Alemã).